# ناو کاکو
ناو کاکو (به ژاپنی: 加古) دومین ناو در دو ناو کلاس فوروتاکا از رزم‌ناو‌های سنگین در نیروی دریایی امپراتوری ژاپن بود. نام این کشتی از رودخانه کاکو در استان هیوگو ژاپن گرفته شده است.